# エンカのチカラ
『エンカのチカラ』は、日本コロムビアから発売されたコンピレーション・アルバムシリーズの名称。

## 概要
演歌歌手によるJ-POPのカバー曲集という、史上初のコンセプトアルバム。キャッチコピーは、実力派演歌歌手×J-POP＝E-POP。タイトルの通り、演歌の実力派たちが、百戦錬磨の歌声を惜しみなく発揮している。
収録曲の大半はアルバム内でひっそりと発表されており、廃盤で入手困難なものがほとんどであった。現在でもサブスク未解禁曲が多い。
Amazonやタワーレコードなど、演歌の売上がほとんどない店舗で売上を伸ばし、シリーズ累計売上6万枚のヒット作となった。価格は2,000円。

## エピソード
2010年10月4日放送の日本テレビ「しゃべくり007」にて、マツコ・デラックスとミッツ・マングローブが本作を購入したと述べていた。
本作でのカバー曲は歌番組でも歌唱されている(メディアでの披露の項目参照)。2018年9月25日のTBS「演歌の乱」放送後には、10年前の作品であるにもかかわらず、Amazonの演歌・歌謡曲コンピレーションアルバム部門1位になった。本作のプロデューサーで音楽マーケッターの臼井孝は、「『エンカのチカラ』後、E-POPカバーは10倍増」と分析している。
「歌い手によって景色が変わる」E-POPの世界を、オリコンニュースサイトは「『湘南』が『日本海』になる」と表現した。
邦楽コンピレーションは大ヒット曲を集めたものが主流である。「ましてや演歌歌手、ましてや“E-POPカバー”というキワモノ」であるため、各レコード会社で企画が通らず、当初の提案から発売まで5年近く掛かった。

## シリーズ

### 1. エンカのチカラ -SONG IS LOVE 80's&90's-
2008年12月3日発売。品番：COCP-35287
| 曲順 | タイトル                  | 歌手       | オリジナル           |
| ---- | ------------------------- | ---------- | -------------------- |
| 01   | TSUNAMI                   | 五木ひろし | サザンオールスターズ |
| 02   | DEAR…again                | 川中美幸   | 広瀬香美             |
| 03   | HOWEVER                   | 前川清     | GLAY                 |
| 04   | リバーサイドホテル        | 八代亜紀   | 井上陽水             |
| 05   | 駅                        | マルシア   | 竹内まりや           |
| 06   | 聖母たちのララバイ        | 都はるみ   | 岩崎宏美             |
| 07   | 愛染橋                    | 藤あや子   | 山口百恵             |
| 08   | ジェラシー                | 石川さゆり | 井上陽水             |
| 09   | 恋におちて -Fall in love- | 南かなこ   | 小林明子             |
| 10   | 破れた恋の繕し方教えます  | 小林幸子   | 松任谷由実           |
| 11   | for you…                  | 吉幾三     | 高橋真梨子           |
| 12   | 昴                        | 美空ひばり | 谷村新司             |

### 2. エンカのチカラ -SONG IS LIFE 70's-
2008年12月3日発売。品番：COCP-35288
| 曲順 | タイトル                 | 歌手         | オリジナル           |
| ---- | ------------------------ | ------------ | -------------------- |
| 01   | シクラメンのかほり       | 都はるみ     | 布施明               |
| 02   | 氷の世界                 | ちあきなおみ | 井上陽水             |
| 03   | 神田川                   | 島倉千代子   | かぐや姫             |
| 04   | 時には母のない子のように | 美空ひばり   | カルメン・マキ       |
| 05   | 想い出まくら             | 森昌子       | 小坂恭子             |
| 06   | わかれうた               | 伍代夏子     | 中島みゆき           |
| 07   | わたしの城下町           | 大川栄策     | 小柳ルミ子           |
| 08   | 硝子坂                   | 長山洋子     | 高田みづえ           |
| 09   | 夢先案内人               | 香西かおり   | 山口百恵             |
| 10   | ペッパー警部             | 石川さゆり   | ピンク・レディー     |
| 11   | 思秋期                   | 坂本冬美     | 岩崎宏美             |
| 12   | 季節の中で               | 新沼謙治     | 松山千春             |
| 13   | いとしのエリー           | 八代亜紀     | サザンオールスターズ |

### 3. エンカのチカラ -GORGEOUS 90's-00's-
2009年4月22日発売。品番：COCP-35548
| 曲順 | タイトル             | 歌手         | オリジナル           |
| ---- | -------------------- | ------------ | -------------------- |
| 01   | 真夏の果実           | テレサ・テン | サザンオールスターズ |
| 02   | さよならイエスタデイ | 細川たかし   | TUBE                 |
| 03   | 会いたい             | 石川さゆり   | 沢田知可子           |
| 04   | ZUTTO                | 都はるみ     | 永井真理子           |
| 05   | はがゆい唇           | 香西かおり   | 高橋真梨子           |
| 06   | PIECE OF MY WISH     | マルシア     | 今井美樹             |
| 07   | 花                   | 小林幸子     | 石嶺聡子/喜納昌吉    |
| 08   | 最後の雨             | 前川清       | 中西保志             |
| 09   | ハナミズキ           | 石原詢子     | 一青窈               |
| 10   | 涙そうそう           | 西尾夕紀     | 森山良子             |
| 11   | 少年時代             | 島倉千代子   | 井上陽水             |
| 12   | 世界に一つだけの花   | 五木ひろし   | 槇原敬之             |

### 4. エンカのチカラ -GREAT 80's-
2009年4月22日発売。品番：COCP-35549
| 曲順 | タイトル               | 歌手       | オリジナル |
| ---- | ---------------------- | ---------- | ---------- |
| 01   | ワインレッドの心       | 森進一     | 安全地帯   |
| 02   | 飾りじゃないのよ涙は   | 島津亜矢   | 中森明菜   |
| 03   | 恋                     | 細川たかし | 松山千春   |
| 04   | 待つわ                 | 島倉千代子 | あみん     |
| 05   | 恋人よ                 | 美空ひばり | 五輪真弓   |
| 06   | 春なのに               | 南かなこ   | 柏原芳恵   |
| 07   | かなしみ笑い           | 美川憲一   | 中島みゆき |
| 08   | ダンスはうまく踊れない | 八代亜紀   | 石川セリ   |
| 09   | いっそセレナーデ       | 松原のぶえ | 井上陽水   |
| 10   | 夢芝居                 | 大川栄策   | 梅沢富美男 |
| 11   | ラヴ・イズ・オーヴァー | 美空ひばり | 欧陽菲菲   |
| 12   | 乾杯                   | 前川清     | 長渕剛     |

### 5. エンカのチカラ -GOLD 70's-
2009年4月22日発売。品番：COCP-35550
| 曲順 | タイトル                 | 歌手         | オリジナル        |
| ---- | ------------------------ | ------------ | ----------------- |
| 01   | 魅せられて               | 石川さゆり   | ジュディ・オング  |
| 02   | 瀬戸の花嫁               | 森進一       | 小柳ルミ子        |
| 03   | ビューティフル・サンデー | 都はるみ     | 田中星児          |
| 04   | 旅の宿                   | 美空ひばり   | よしだたくろう    |
| 05   | 我が良き友よ             | 天童よしみ   | かまやつひろし    |
| 06   | わかって下さい           | ちあきなおみ | 因幡晃            |
| 07   | 精霊流し                 | 島倉千代子   | グレープ          |
| 08   | サボテンの花             | 舟木一夫     | チューリップ      |
| 09   | いい日旅立ち             | 中村美律子   | 山口百恵          |
| 10   | あんたのバラード         | 鳥羽一郎     | 世良公則&ツイスト |
| 11   | かもめが翔んだ日         | 松原のぶえ   | 渡辺真知子        |
| 12   | ジョニーの子守唄         | 新沼謙治     | アリス            |
| 13   | 卒業写真                 | マルシア     | 荒井由実          |

## メディアでの披露
- 石原詢子『ハナミズキ』 - BSプレミアム「BS日本のうた」
- 鳥羽一郎＆小柳ルミ子『あんたのバラード』 - BS朝日「人生、歌がある」
- 長山洋子＆石原詢子『硝子坂』 - BS朝日「人生、歌がある」[13]
- 藤あや子『愛染橋』 - BS朝日「人生、歌がある」
- 細川たかし『さよならイエスタデイ』 - TBS「演歌の乱」